# Coredo
Coredo era una comuna italiana ubicada en la provincia autónoma de Trento, en Trentino-Alto Adigio, con 1.481 habitantes.
Fue un municipio independiente hasta el 31 de diciembre de 2014, en que fue disuelto y pasó a formar parte del municipio de Predaia.

## Evolución demográfica
| Gráfica de evolución demográfica de Coredo entre 1861 y 2001 |
|                                                              |
| Fuente ISTAT - elaboración gráfica de Wikipedia              |